# William Wadsworth Hodkinson
William Wadsworth Hodkinson, o W. W. Hodkinson, (Independence, 16 agosto 1881 – Los Angeles, 2 giugno 1971), è stato un imprenditore statunitense.
Era conosciuto con il nome The Man Who Invented Hollywood (L'uomo che inventò Hollywood): aprì nel 1907 a Ogden, nello Utah, una delle prime sale cinematografiche degli Stati Uniti. In pochi anni, cambiò il modo di produrre, distribuire, programmare i film.
Diventò il maggior distributore di film della costa occidentale e nel 1914 fondò e divenne presidente della prima casa di distribuzione a livello nazionale, la Paramount Pictures Corporation. Fu lui, sempre nel 1914, a disegnare il logo della montagna che sarebbe diventato il simbolo della Paramount.
Nel 1929, lasciò il mondo del cinema passando all'industria dell'aviazione. Istituì dapprima la Hodkinson Aviation Corporation. In seguito, la Central American Aviation Corporation e la Companía Nacional de Aviación in Guatemala.

## Biografia
William Wadsworth Hodkinson nacque nel Kansas, a Independence, il 16 agosto 1881. Cominciò a lavorare da ragazzo come corriere alla Western Union Telegraph Company. Passò poi ad altre compagnie facendo il fattorino, il telegrafista e l'operatore diventando quindi venditore. Hodkinson aprì nel 1907 nello Utah una delle prime sale cinematografiche, facendo pagare il biglietto cinque centesimi a spettacolo. Due anni dopo, aumentato il biglietto a dieci centesimi, instaurò la politica di cambiare film due volte la settimana. Questo tipo di strategia gli permise di mettere fuori gioco gli unici suoi due concorrenti e di espandere la sua attività a Salt Lake City. Entrò a far parte della General Film Company e, diventato uno dei principali distributori della costa occidentale, arrivò a coprire i mercati di Los Angeles e di San Francisco.
L'8 maggio 1914, Hodkinson fuse insieme undici uffici di noleggio creando la prima compagnia di distribuzione a livello nazionale, la Paramount Pictures. Oltre a godere di un vantaggio enorme per l'efficienza nella distribuzione grazie alla copertura nazionale, la Paramount introdusse il concetto del pacchetto prenotato. Questo voleva dire che se un gestore di sala voleva un film di particolare interesse, non poteva avere la pellicola se non comperando tutto il pacchetto: il blocco comprendeva anche altri titoli magari di minor pregio che provenivano tutti dalle associate di Hodkinson che avevano dei diritti in esclusiva con la Paramount: la Famous Players di Adolph Zukor, la Feature Play Company di Jesse L. Lasky e altre. La politica commerciale di Hodkinson garantiva una costante fornitura di film perché la Paramount contribuiva alla produzione di nuovi lavori e alla pubblicità con la raccolta anticipata delle prenotazioni. In cambio, i produttori versavano una quota di commissione del 35% del prodotto interno lordo a copertura dei costi operativi e del profitto. L'Hodkinson System, il Sistema Hodkinson, era così efficiente che avrebbe poi continuato ad essere usato ancora per quasi un secolo.
Hodkinson fu il primo a disegnare il logo della Paramount, quello con la famosa montagna. La leggenda narra che lo avrebbe scarabocchiato su un tovagliolo durante un meeting con Adolph Zukor. L'immagine, una cima crestata, ricordava quella del picco di una montagna, un ricordo della sua infanzia nello Utah, quasi certamente il monte Ben Lomond. Nel 1916, Zukor, Lasky fusero insieme le loro compagnie e comperarono la Paramount che divenne la casa madre. Zukor, ben presto però, trovò più conveniente esautorare Hodkinson e prendere nelle proprie mani la direzione della nuova casa di produzione che aveva preso il nome di Famous Players-Lasky Corporation. Dopo la sua cacciata, Hodkinson vendette la sua parte alla S.A. Lynch, una società titolare della distribuzione Paramount. Hodkinsons si associò a Raymond Pawley con il quale mise in piedi nel novembre 1916 la Superpictures Incorporated. Nel 1918, distribuì Cupid Angling uno dei primissimi lungometraggi a colori, prodotto da Leon F. Douglass e girato con il sistema Douglass Color. L'imprenditore diventò presidente della Triangle Distributing Company, la compagnia di distribuzione della Triangle Film Corporation. Hodkinson ne divenne proprietario insieme a Pawley e a Stephen Andrew Lynch, il suo socio alla Paramount. Quando lasciò la Triangle, fondò la W. W. Hodkinson Company, riorganizzata in seguito come Producers Distributing Corporation (PDC). La nuova compagnia durò fino al 1929, giocando un ruolo importante nella carriera di regista e produttore indipendente di Cecil B. DeMille.

## Galleria d'immagini

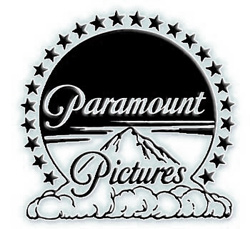
Logo originale della Paramount (1914)
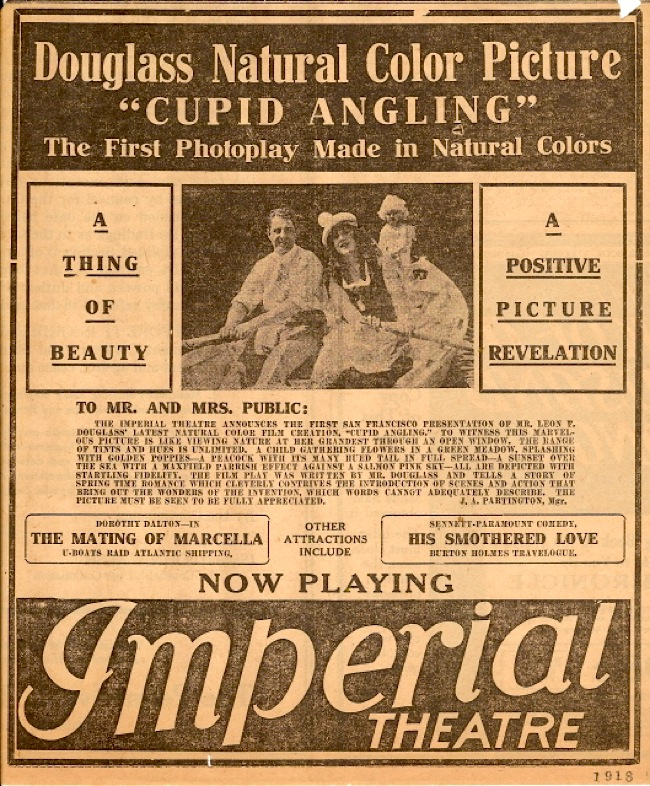
Cupid Angling (film a colori del 1918)
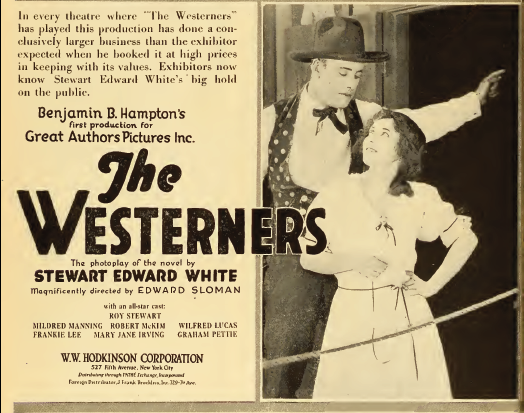
The Westerners (distribuito da Hodkinson nel 1919)
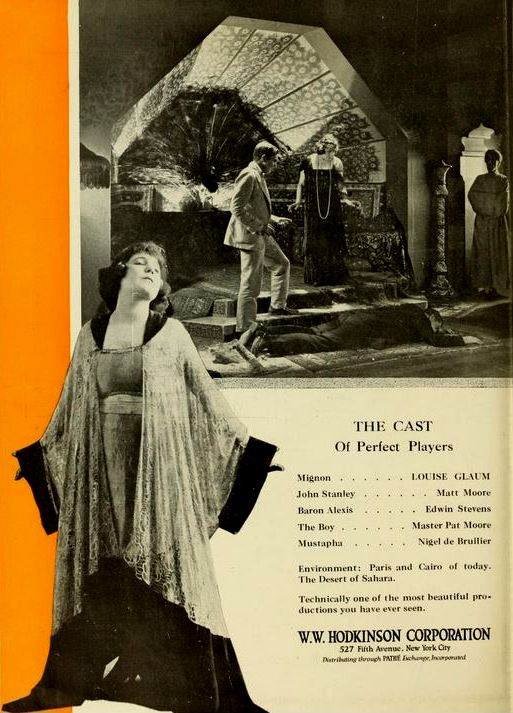
Sahara (1919)
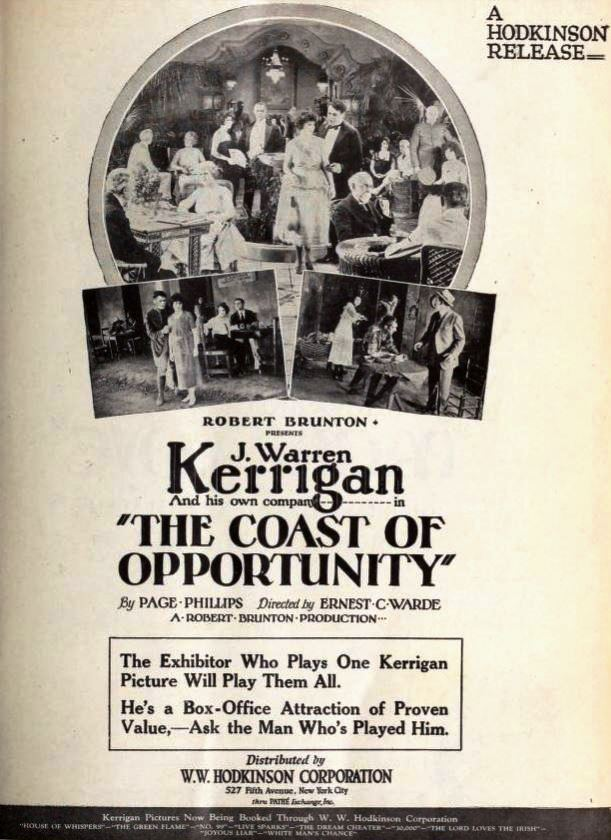
The Coast of Opportunity (1920)
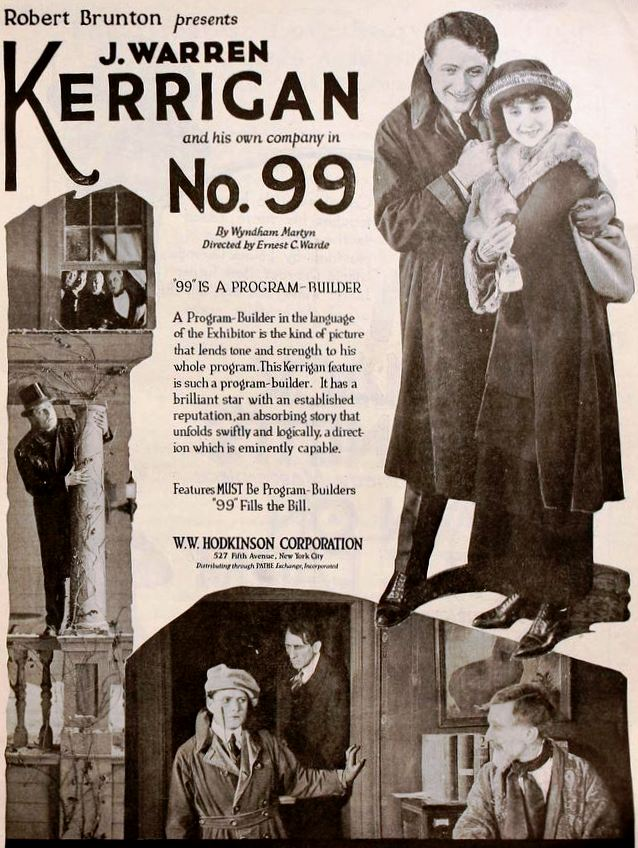
Number 99 (1920)
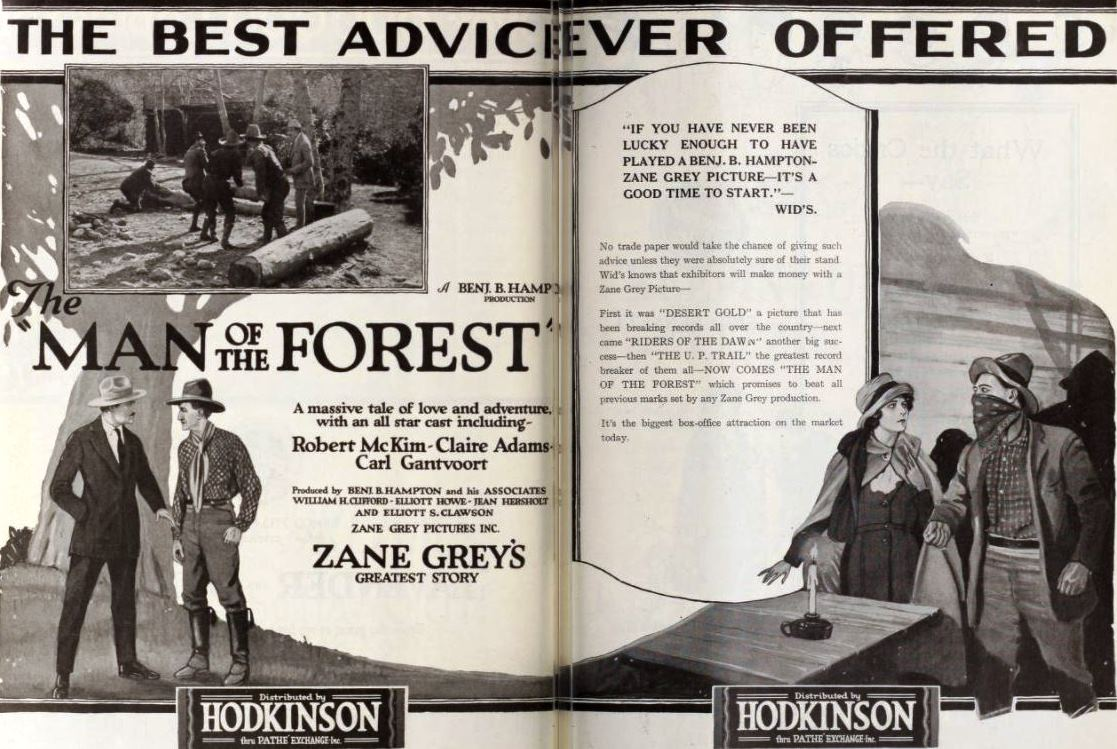
Man of the Forest (1921)